# Kate Chopin
Kate Chopin, rozená Katherine O'Flaherty (8. února 1850 – 22. srpna 1904), byla americká autorka povídek a románů. Je považovaná za předchůdkyni feministických autorů 20. století.
Mezi léty 1892 a 1895 napsala mnoho povídek pro děti i dospělé, které byly zveřejněny v časopisech jako Atlantic, Monthly, Vogue, The Century Magazine a The Youth's Companion. Mezi její nejvýznamnější práce patří dvě sbírky povídek Bayou Folk (1894) a A Night in Acadie (1897). Objevila se zde například povídka Desirée's Baby (1893), což je příběh o míšení ras v Louisianě, nebo The story of an Hour (1894) a The Storm (1898). Chopin také napsala také dva romány, At Fault (1890) a Probuzení (The Awakening, 1899).
Chopin je uznávaná jako jedna z předních spisovatelek své doby. V roce 1915 Fred Lewis napsal „některé její práce jsou tím nejlepším, co bylo kdy napsáno ve Francii nebo dokonce v Americe“.

## Život
Chopin se narodila jako Katherine O'Flaherty v St. Louis, Missouri. Její otec Thomas O'Flaherty byl úspěšný obchodník, který emigroval z Galway v Irsku. Její matka Eliza Faris byla členem francouzské komunity v St. Louis. Chopin měla mezi předky první evropské obyvatele z Dauphin Island v Alabamě. Byla třetí z pěti dětí, ale její sestry zemřely v dětství a její nevlastní bratři (z otcova prvního manželství) zemřeli ve svých dvaceti letech. Po smrti otce v roce 1855 si Kate vytvořila blízký vztah se svou matkou, babičkou a prababičkou. Stala se vášnivou čtenářkou pohádek, poezie a náboženských alegorií, stejně tak jako klasických a moderních románů.

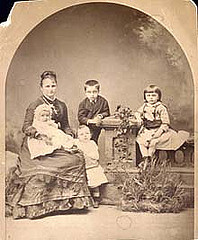
Chopin s dětmi 1877

Dne 8. července 1870 se provdala v St. Louis za Oscara Chopina a usadila se v New Orleans. Měla šest dětí, které se narodily v letech 1871 až 1879: Jeana Baptistu, Oscara Charlese, George Francise, Fredericka, Felixe Andrewa a Lélii (křtěnou Marie Liza). V roce 1879 se přestěhovali do Cloutierville na jihu farnosti Natchitoches, kde Oscar řídil několik malých plantáží a obchod se smíšeným zbožím. Stali se aktivní v komunitě, kde Chopin získala mnoho materiálu pro svou další tvorbu, především co se týká kreolské kultury v této oblasti. Jejich dům na 243 Highway 495 (postavený Alexisem Cloutierem v rané fázi století) se stal národní kulturní památkou a muzeem Bayou Folk. 1. října 2008 dům vyhořel.
Když roku 1882 Oscar Chopin zemřel, zůstala Kate sama s dluhem ve výši 42 000 dolarů. Podle Emily Toth Kate po ovdovění převzala Oscarovo podnikání a flirtovala s místními muži, dokonce započala vztah s ženatým farmářem.

Dům K. Chopin v Cloutierville

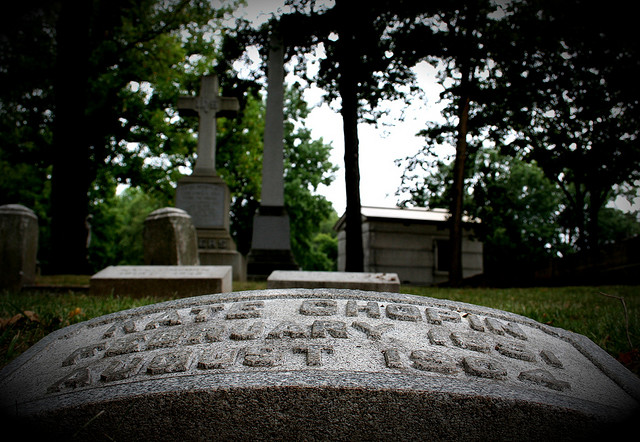
Náhrobek K. Chopin na hřbitově v St. Louis

Ačkoli se Chopin zpočátku skutečně snažila udržet plantáže a obchod se smíšeným zbožím jejího zesnulého manžela, o dva roky vše prodala a odešla do St. Louis za svou matkou. Následující rok ale matka zemřela. Chopin se dostala do stavu deprese ze smrti manžela a matky. Její porodník a rodinný přítel Frederick Kolbenheyer usoudil, že psaní by jí mohlo pomoci jako terapeutická léčba.
Od roku 1890 se Kate Chopin začala aktivně věnovat literatuře. Začala psát povídky, články a překlady, které se objevily v časopisech jako St. Louis Post-Dispatch.
V roce 1899 byl vydán její druhý román, The Awakening. Sklidil velké množství negativní kritiky, protože podporovala hodnoty, které byly v rozporu s chováním žen. Jednalo se především o literární náměty o ženské sexualitě, mateřství a manželské nevěře. Její nejznámější prací je příběh ženy, uvězněné v mezích despotické společnosti.

## Literární témata
Kate Chopin vystřídala během života několik různých životních stylů. Ty jí poskytly nové poznatky a zážitky, které dokázala využít ve své literatuře. Mnoho jejích příběhů a náčrtků bylo o jejím životě v Louisianě.
Chopinin styl psaní byl ovlivněn jejím obdivem k Maupassantovi. Kate od něho převzala část techniky a stylu, ale přidala do tvorby „část sebe“. Velmi se zaměřovala na životy žen a jejich neustálý boj o vytvoření identity v jižanské společnosti konce devatenáctého století.
Prostřednictvím svých příběhů Chopin napsala autobiografii a zdokumentovala své okolí. Samozřejmě nezapisovala události slovo od slova, části příběhů si vymyslela.

## Díla
- Bayou Folk
- A Night v Acadie
- Na Cadian ples
- Desirée's Baby
- The Story of an Hour
- The Storm
- The Locket
- Athenaise
- Lilacs
- A Respectable Woman
- The Unexpected
- The Kiss
- Beyond the Bayou
- An No-Account Creole
- Fedora
- Regret
- Madame Célestin's Divorce
- At Fault
- The Awakening

## Česky vyšlo
- Radost, která zabíjí. Aluze 1/2005
- Probuzení. Přeložila Jana Kunová. Euromedia Group - Knižní klub 2008, 192 stran. ISBN 978-80-242-2080-2

## Vyznamenání a ocenění
V roce 1990 byla Chopin poctěna hvězdou na St. Louis Walk of Fame a v roce 2012 železnou bustou ve Writer's Corner v Saint Louis.